# یواس‌اس تینجی (تی‌بی-۳۴)
یواس‌اس تینجی (تی‌بی-۳۴) (به انگلیسی: USS Tingey (TB-34)) یک کشتی بود که طول آن ۱۷۶ فوت (۵۴ متر) بود. این کشتی در سال ۱۹۰۱ ساخته شد.